# BHFanaticos
BHFanaticos (BHF) är en organiserad supporterklubb från Bosnien och Hercegovina, som följer och stödjer Bosnien och Hercegovinas lag i olika sporter vid många evenemang. Medlemmar kommer från hela Europa och särskilt de som flytt till andra länder under kriget i Bosnien och Hercegovina.

## Konflikter
2006 kom BHF till verbal konflikt med det Bosniska fotbollsförbundet. På grund av finansiella stölder som förbundet är anklagade för och framför allt spelarförluster där personerna i förbundet inte lägger ner någon tid att få kända spelare att spela för Bosniens landslag i fotboll. På grund av det förlorades bland annat Zlatan Ibrahimović och andra stora spelare. BHF har därför skapat flera protester där polisen varit tvungna att gripa in. BHFanaticos har under alla matcher haft banderoller där det stod "NFSBIH=MAFFIA" och 2007 slängde de in en massa bengaler med syftet att få Europas uppmärksamhet på vad som händer i det Bosniska förbundet och sen dess har UEFA haft vissa samtal med det Bosniska fotbollsförbundet. 